# Campidoglio (Carson City)
Il Campidoglio di Carson City (in inglese Nevada State Capitol) è la sede governativa dello Stato del Nevada, negli Stati Uniti d'America.
Fu completato nel 1871 dall'architetto Joseph Gosling e costruito in stile neoclassico italianizzante latinizzante.